# Courcelles-sous-Thoix
Courcelles-sous-Thoix (picardisch: Courchelle-dsous-Thoé) ist eine nordfranzösische Gemeinde mit 66 Einwohnern (Stand 1. Januar 2022) im Département Somme in der Region Hauts-de-France. Die Gemeinde liegt im Arrondissement Amiens und gehört zum Kanton Ailly-sur-Noye.

## Geographie
Die Gemeinde liegt rund sechs Kilometer westsüdwestlich von Conty am Bachlauf Parquets, einem kleinen Zufluss der Évoissons, die über die Selle in die Somme entwässert.

## Einwohner
| 1962 | 1968 | 1975 | 1982 | 1990 | 1999 | 2006 | 2010 |
| ---- | ---- | ---- | ---- | ---- | ---- | ---- | ---- |
| 79   | 73   | 58   | 55   | 54   | 55   | 61   | 53   |

## Sehenswürdigkeiten
- romanische Kirche Saint-Martin
- Schloss aus dem 18. Jahrhundert
- als Hotel eingerichtetes Allodialschloss

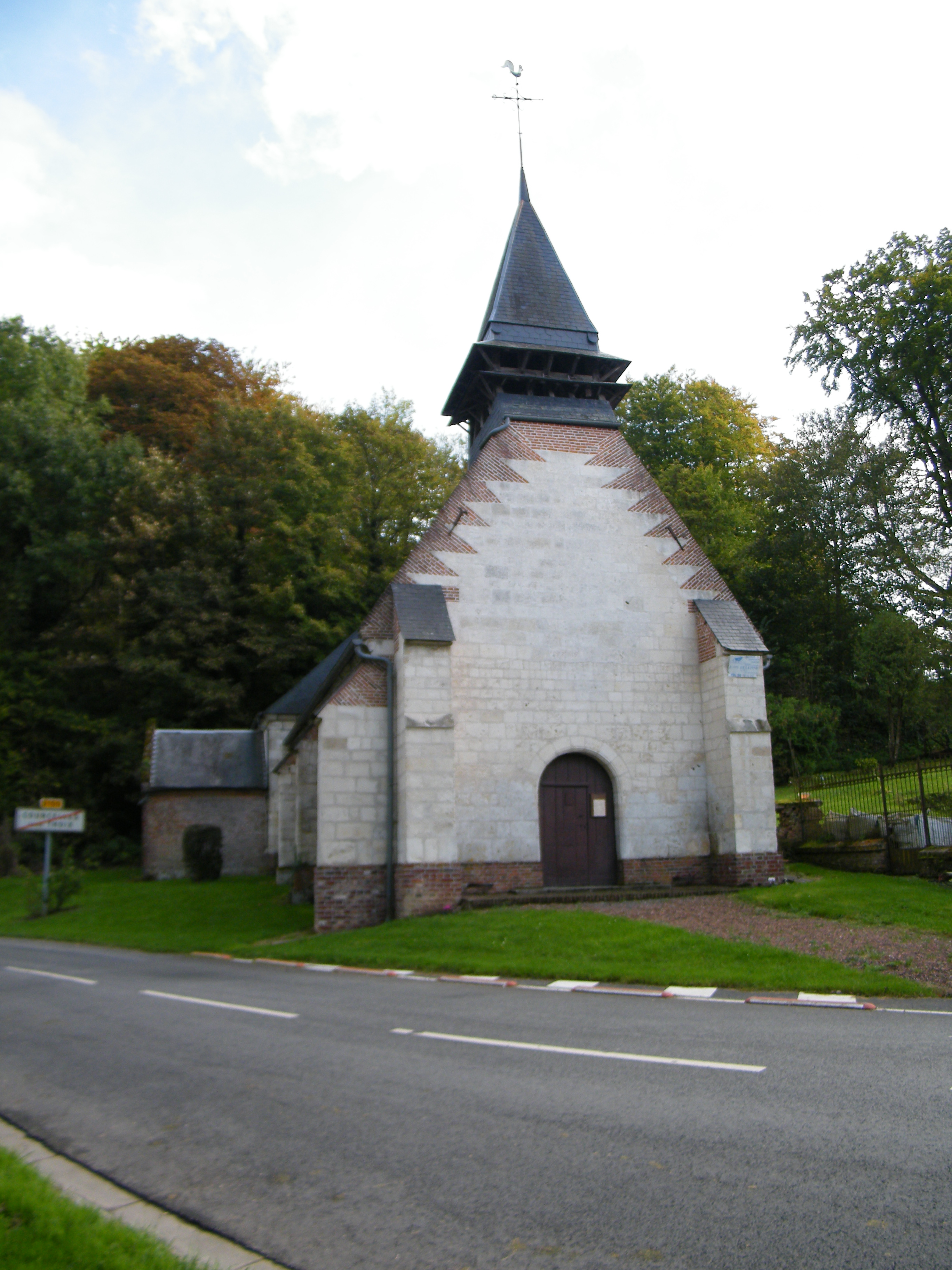
Kirche Saint-Martin